# دسی (روستا)
دسی (به لاتین: Desi) یک روستا در گرجستان است که در شهرداری کازبگی واقع شده‌است. دسی ۰ نفر جمعیت دارد و ۲٬۲۵۰ متر بالاتر از سطح دریا واقع شده‌است.